# حقيقة أم جرأة (فلم 2018)
فيلم حقيقة أم جرأة إحدى الأفلام التي أنتجتها شركة بلوم هاوس، هو فيلم رعب أمريكي أُنتج في  2018 ومن إخراج جيف وادلو وكتبه مايكل ريز و جيليان جاكوبس وكريس روتش ووادلو. الفيلم من بطولة لوسي هيل و تايلر بوسي و  فيوليت بيين و هايدن زيتو ‏ ولاندون ليبوارون. أنتج جايسون بلوم الفيلم من خلال شركته بلوم هاوس للإنتاج، ووزعت يونيفرسال بيكتشرز الفيلم. صدر الفيلم في المسارح في 13 نيسان /  أبريل عام 2018 وتلقى ملاحظات سلبية من النقاد الذين قالوا أنه «غير مبدع وغير مخيف بما فيه الكفاية ليضع حدًا لعقود السواطير الكئيبة التي جاءت من قبله.» ، وعلى الرغم من ذلك، حقق الفيلم إيرادات تعدت 48 مليون دولار في جميع أنحاء العالم في مقابل 3,5 مليون دولار ميزانية.

## قصة الفيلم
تذهب أوليفيا بارون وصديقتها المقربة ماركي كاميرون وصديق ماركي الحميم لوكاس مورينو وبينيلوبي أماري وصديقها الحميم تايسون كوران وبراد تشانغ في رحلة إلى روساريو ، المكسيك ‏. في المكسيك، تلتقي أوليفيا بزميل لها وهو روني الذي يبدأ التحرش بها حتى يتدخل رجل للدفاع عنها. يقدم الرجل نفسه بشخصية كارتر ويقنعها، في نهاية المطاف، هي وأصدقائها بالانضمام إليه لتناول المشروبات في أنقاض بعثة. هناك، يبدأ كارتر لعبة «الحقيقة أم الجرأة ؟» مع أوليفيا وأصدقائها، بالإضافة إلى روني الذي اتبع المجموعة. تنتهي اللعبة عندما يكشف كارتر أنه خدع أوليفيا كوسيلة لإقناعها وأصدقائها بالمجيء إلى البعثة  ليحلوا محله في اللعبة الخارقة للطبيعة  الحقيقة أم الجرأة. قبل مغادرة كارتر، يشرح لأوليفيا أن اللعبة سوف تتبعهم ويجب ألا يرفضوا اللعب.
عند العودة، تبدأ أوليفيا برؤية «الحقيقة أم الجرأة؟» مكتوبة في عدة أماكن. في البداية،  تظن أنها مزحة ولكنها ترى الجميع في المكتبة يسألها «الحقيقة أم الجرأة؟» حتى تختار الحقيقة وتضطر إلى الإفصاح عن أن ماركي خانت لوكاس. أدركت أوليفيا أنها الوحيدة التي رأت/سمعت تحدي الحقيقة أم الجرأة.
لاحقًا، يموت روني في حانة كلية محلية عندما يفشل في إكمال جرأة. تجمع أوليفيا أصدقائها، بعد أن باتت مقتنعًة أن كارتر كان يقول الحقيقة، وتحاول إقناعهم أن اللعبة حقيقية. تتجه اللعبة، التي تلعب وفق الترتيب الذي لعبت به المجموعة في المكسيك، إلى ماركي بعد أن ظهرت بالفعل لأوليفيا ولوكاس، وتجبرها على كسر يد أوليفيا. في المستشفى، تجبر اللعبة براد على الكشف عن ميوله الجنسية المثلية لوالده الضابط هان تشانغ. .
في اليوم التالي، يكذب تايسون، الذي يشك في صدق اللعبة، عندما يضطر إلى قول الحقيقة ويموت نتيجة لذلك. تُجبر بينيلوبي بعد ذلك على شرب زجاجة كاملة من الفودكا أثناء سيرها على حافة سطح منزل. تسقط بينيلوبي في نهاية المطاف من السطح بعد الانتهاء من الزجاجة  ولكن ينقذها كلًا من براد وماركي وأوليفيا. تستطيع المجموعة التواصل مع امرأة تدعى «جيزيل»، التي تشارك أيضًا في تجسيد منفصل للعبة، وتذهب المجموعة لمقابلتها.
تكشف جيزيل أنها لعبت اللعبة هي وأصدقائها وأن صديقها سام، الناجي الوحيد من تجسيد اللعبة، كان مسؤولًا عن أن تصبح اللعبة حقيقة في المقام الأول، بعد أن دمر أنقاض البعثة. تكشف جيزيل أنه لا يمكن اختيار الحقيقة إلا مرتين قبل أن يضطر اللاعب إلى اختيار الجرأة. توجه جيزيل مسدس صوب أوليفيا وتطلق النار معترفة أنها تجرأت على قتلها. ومع ذلك، تقفز بينيلوبي أمام أوليفيا ويُطلق عليها الرصاص وتموت. تطلق جيزيل النار على رأسها نتيجة لفشلها في قتل أوليفيا.
تذهب أوليفيا ولوكاس بالسيارة إلى تيخوانا ويلتقيان بامرأة صامتة وراهبة سابقة تعمل خارج الكنيسة التي كانت تُلعب فيها اللعبة في الأصل. تخبرهم المرأة أنهم يتعاملون مع شيطان هي استدعته أولًا، والذي يستحوذ على لعبة  الحقيقة أم الجرأة، و لا يمكن إيقافه إلا إذا ضحى آخر شخص استحضره بلسانه في جرة وأغلقها بالشمع بعد إلقاء تعويذة في الكنيسة. 
في وقت لاحق، عقب دور أوليفيا ولوكاسو وماركي في اللعبة، يتجرأ براد على سحب سلاح والده وجعله يتوسل لحياته. ولكن، في هذا المشهد، قتل ضابط مقترب براد بالرصاص. في المخفر، تعلم أوليفيا أن كارتر هو سام.
يجد كلًا من أوليفيا و ماركي ولوكاس سام ويجبروه على الذهاب إلى أنقاض الكنيسة في المكسيك تحت تهديد السلاح. هناك، يبدأ سام الطقوس ويوشك على قطع لسانه عندما يصبح دور لوكاس للعب اللعبة. تجرأ لوكاس على قتل إما أوليفيا أو ماركي، و لكنه يرفض. يضطر لوكاس إلى قتل سام قبل أن يتمكن من إكمال الطقوس لإنهاء اللعبة بسبب استحواذ الشيطان المسيطرعلى اللعبة عليه. بعد ذلك، يشرع لوكاس في شق رقبته ويموت.
تجبر أوليفيا الشيطان على كشف ما إذا كان هناك طريقة محددة لإنهاء اللعبة و تظل هي و ماركي على قيد الحياة. يكشف الشيطان أنه الآن و بعد موت سام لا توجد طريقة - ولكن يمكنهم جذب المزيد من الناس إلى اللعبة وإطالة دورهم فيها. تسجل أوليفيا فيديو على عجل وتحمله على يوتيوب محذرًة الناس من اللعبة وقواعدها قبل تحدي مشاهدي الفيديو على الحقيقة أم الجرأة.

## طاقم الممثلين
- لوسي هيل في دورأوليفيا بارون
- تايلر بوسي في دور لوكاس مورينو
- فيوليت بيين في دور ماركي كاميرون
- هايدن زيتو  [لغات أخرى]‏ في دور براد تشانغ
- لاندون ليبوارون في دور كارتر / سام
- نولان جيرارد فانك في دور تايسون كوران
- صوفيا علي في دور بينيلوبي أماري
- سام ليرنر في دور روني
- أورورا بيرينو في دور جيزيل هاموند
- توم تشوي في دور الضابط هان تشانغ
- غاري أنتوني وليامز بصوت كالاكس، الكيان الشيطاني المسيطرعلى اللعبة.

## الإنتاج
في البداية، أوضح المخرج جيف وادلو أنه جرى تعيينه لإخراج الفيلم بعد أن قام ببث المشهد الافتتاحي بناءًا على عنوان الفيلم في الاجتماعات الأولية مع شركة بلوم هاوس. في وقت لاحق، انضم إلى صديقه كريس روتش وزوجته جيل جاكوبس، وبدأوا التفكير في أفكار للوصول إلى المفهوم النهائي.
بدأ التصوير الرئيسي للفيلم في 7 حزيران /  يونيو عام 2017  واختُتم في 12 تموز /  يوليه 2017 في لوس أنجلوس.

## الإصدار
كان تاريخ إصدار الفيلم في البداية في 27 نيسان /  أبريل عام 2018، ولكن في كانون الثاني /  يناير 2018، تقدم الموعد أسبوعين ليُصدر في 13 نيسان /  أبريل عام 2018، يوم الجمعة الثالث عشر. صدرالمقطع الدعائي الرسمي للفيلم في 3 كانون الثاني /  يناير عام 2018.

### شباك التذاكر
اعتبارًا من 3 أيار /  مايو 2018، حقق الحقيقة أم الجرأة 36,4 مليون دولار إيرادات في الولايات المتحدة وكندا و 12,5 مليون دولار في مناطق أخرى أي 48,9 مليون دولار إيرادات في جميع أنحاء العالم في مقابل ميزانية الإنتاج وقدرها 3,5 مليون دولار.
في الولايات المتحدة وكندا، صدر الحقيقة أم الجرأة إلى جانب افتتاح رامبيج و الرقيب ستابي: بطل أمريكي،  وكذلك التوسع الهائل لفيلم  جزيرة الكلاب، وكان من المتوقع أن يجني 12-15 مليون دولار من 3029 مسرح في الأسبوع الأول من افتتاحه. حقق الفيلم 8,2 مليون دولار في اليوم الأول (بما في ذلك مبلغ 750,000 دولار من معاينات ليلة الخميس)، و6,8 مليون دولار يوم السبت وإجمالي قدره 19,1 مليون دولار خلال عطلة نهاية الأسبوع محتلًا المركز الثالث بعد رامبيج (34,5 مليون دولار) وفيلم الرعب مكان هادئ (32,6 مليون دولار). تراجع بنسبة 58% في نهاية الأسبوع الثاني (أعلى قليلا من المتوسط بالنسبة لأفلام الرعب من إنتاج شركة بلوم هاوس)، محققًا 7,8 مليون دولار ومحتلًا المرتبة الخامسة. استمر الفيلم في نجاحه حتى نهاية الأسبوع الثالث، وتراجع بنسبة 58% مرة أخرى إلى 3,2 مليون دولار محتلًا المرتبة السابعة.

### الاستجابة النقدية
على الموقع المجمع للتقييمات روتن توميتوز، حصل الفيلم على نسبة تصنيف موافقة بلغت 15% على أساس 121 تقييم وتصنيف متوسط بلغ 10/3,6. يقول الإجماع النقدي للموقع «إن العرض البسيط لفيلم الحقيقة أم الجرأة لا يكفي لجعل هذا الرعب المتوسط أكثر إثارة للخوف من جولة متوسطة من اللعبة الحقيقية.» على موقع ميتاكريتيك، حصل الفيلم على متوسط تقييم مرجح قدره 35 من أصل 100 على أساس 33 منتقدًا، مشيرًا إلى «التقييمات غير المواتية بشكل عام.» أعطى الجمهور في استطلاع أجرته سينماسكور الفيلم درجة متوسطة "-B" على مقياس من ممتاز مرتفع +A إلى راسب F.
أعطى سيمون أبرامز، من موقع روجر إيبرت.كوم ‏، الفيلم نجمتين من أربع نجوم، وكتب أن «المخرج جيف وادلو والثلاثة كُتاب المعاونون له لم يذهبوا بعيدًا بما فيه الكفاية تجاه إما الدوافع الأولية لفيلمهم من حيث إضفاء طابع إنساني على موضوعاتهم غير الناضجة و/أو جعلهم يموتون موتًا ساديًا.» وصف أليكس هدسون، من مجلة إكسكليم!، الفيلم بأنه «رعب يعرض كليشيهات بدلًا من مفاجآت»، وعلى الرغم من ذلك أضاف «على الرغم من غباء الفيلم إلا أنني استمتعت به.»
وصف أوين غليبرمان من فارايتي (مجلة) الفيلم بأنه«فيلم رعب خالي من الخوف» وكتب، «إن الفيلم ليس مخيفًا ولا يجذب انتباه المشاهد وليس ممتعًا ولا يحتوي على أي نوع من أنواع الإكراه الذكي. الفيلم مجرد تمرين شاق بشكل غريب الذي يبدو أكثر إثارة وتعسفًا بينما يستمر.»

## روابط خارجية
- الموقع الرسمي
- مقالات تستعمل روابط فنية بلا صلة مع ويكي بيانات